# Darreh-ye Dah Pahlavān
Darreh-ye Dah Pahlavān (persiska: دَرِّۀ دِهِ پَهلَوان, درّه ده پهلوان, Darreh-ye Deh-e Pahlavān) är en ort i Iran.   Den ligger i provinsen Lorestan, i den nordvästra delen av landet, 400 km sydväst om huvudstaden Teheran. Darreh-ye Dah Pahlavān ligger 1 882 meter över havet och antalet invånare är 474.
Terrängen runt Darreh-ye Dah Pahlavān är kuperad åt nordväst, men åt sydost är den platt.Runt Darreh-ye Dah Pahlavān är det ganska tätbefolkat, med 56 invånare per kvadratkilometer. Närmaste större samhälle är Nūrābād, 9,8 km sydost om Darreh-ye Dah Pahlavān. Trakten runt Darreh-ye Dah Pahlavān består till största delen av jordbruksmark.